# 2017 في ألبانيا
تحتوي هذه المقالة على أهم الأحداث التي شهدتها ألبانيا في 2017، إضافة إلى أهم الشخصيات الألبانية المتوفية في هذه السنة.

## الحكم
- رئيس الجمهورية: بوجار نيشاني (حتى 28 أبريل)، لير ميتا (منذ 28 أبريل).
- رئيس الوزراء: إيدي راما.

## الأحداث

### مارس
- 12 مارس – استقالة أربع وزراء من الحكومة بعد اتهام المعارضة لهم بالفساد.[1]